# Silvana Papini

## Dados Pessoais
Nome Completo:   Silvana Fernandes Papini
Nacionalidade:   Brasileira
Naturalidade;   Belo Horizonte-MG
Altura:   179 cm
Posição Atual: Líbero
CLube Atual: Osasco/São Cristovão Saúde
Nº da Camisa:   7

## Carreira
| Ano       | Equipe                                                    | UF    |
| --------- | --------------------------------------------------------- | ----- |
| 2002      | Olímpico ClubeSacramento Vôlei                            | MG    |
| 2003      | Olímpico ClubeSacramento Vôlei                            | MG    |
| 2004      | Seleção Brasileira de Voleibol Feminino - Infanto-Juvenil | BR    |
| 2004-2005 | Oi/Campos                                                 | RJ    |
| 2005      | Seleção Brasileira de Voleibol Feminino - Infanto-Juvenil | BR    |
| 2005-2006 | Oi/Macaé                                                  | RJ    |
| 2006      | Seleção Brasileira de Voleibol Feminino - Juvenil         | BR    |
| 2006-2007 | Finasa/Osasco                                             | SP    |
| 2007      | Seleção Brasileira de Voleibol Feminino - Juvenil         | BR    |
| 2007-2008 | Finasa/Osasco                                             | SP    |
| 2008-2009 | Finasa/Osasco                                             | SP    |
| 2009-2010 | Usiminas/Minas                                            | MG    |
| 2010-2011 | Usiminas/Minas                                            | MG    |
| 2011-2012 | Sollys/OsascoMacaé Volei                                  | SP RJ |
| 2012-2013 | Esporte Clube Pinheiros                                   | SP    |
| 2013-2014 | São Cristovão Saúde/São Caetano                           | SP    |
| 2014-2015 | São Cristovão Saúde/São Caetano                           | SP    |
| 2015-2016 | São Cristovão Saúde/São Caetano                           | SP    |
| 2016-2017 | Brasília Vôlei Esporte Clube                              | DF    |
| 2017      | Seleção Brasileira Militar                                | BR    |
| 2017-2018 | Positivo/Londrina                                         | PR    |
| 2018      | Seleção Brasileira Militar                                | BR    |
| 2018-2019 | Embraed/Balneário Camboriú                                | SC    |
| 2019      | Seleção Brasileira Militar                                | BR    |
| 2019-2020 | Brasília Vôlei Esporte Clube                              | DF    |
| 2020-2021 | Brasília Vôlei Esporte Clube                              | DF    |
| 2021-2022 | Osasco Voleibol Clube                                     | SP    |
| 2022-2023 | Osasco Voleibol Clube                                     | SP    |
| 2023-2024 | Osasco Voleibol Clube                                     | SP    |

| Medalha | Competição                                          | Equipe                | Ano       |
| ------- | --------------------------------------------------- | --------------------- | --------- |
| Ouro    | Campeonato Sul-Americano Infanto-Juvenil            | Seleção Brasileira    | 2004      |
| Bronze  | Superliga Brasileira de Voleibol Feminino - Série A | Oi/Campos             | 2004/2005 |
| Ouro    | Campeonato Mundial Infanto-Juvenil                  | Seleção Brasileira    | 2005      |
| Bronze  | Superliga Brasileira de Voleibol Feminino - Série A | Oi/Macaé              | 2005/2006 |
| Ouro    | Campeonato Sul-Americano Juvenil                    | Seleção Brasileira    | 2006      |
| Prata   | Superliga Brasileira de Voleibol Feminino - Série A | Finasa/Osasco         | 2006-2007 |
| Ouro    | Campeonato Mundial Juvenil                          | Seleção Brasileira    | 2007      |
| Prata   | Copa Panamericana                                   | Seleção Brasileira    | 2007      |
| Prata   | Superliga Brasileira de Voleibol Feminino - Série A | Finasa/Osasco         | 2007-2008 |
| Prata   | Superliga Brasileira de Voleibol Feminino - Série A | Finasa/Osasco         | 2008-2009 |
| Ouro    | Campeonato Sul-Americano de Clubes                  | Finasa/Osasco         | 2011      |
| Bronze  | Mundial de Clubes - Qatar                           | Sollys/Osasco         | 2011      |
| Bronze  | Superliga Brasileira de Voleibol Feminino - Série A | Osasco Voleibol Clube | 2022-2023 |

Nascida em Belo Horizonte, 27 de janeiro de 1988, é voleibolista indoor  brasileira que na categoria de base da seleção brasileira conquistou a medalha de ouro no Campeonato Sul-Americano Infanto-juvenil de 2004 no Equador e o título do Campeonato Mundial Infanto-juvenil de 2005 em Macau e pela Seleção Brasileira de Novas conquistou a medalha de prata na Copa Pan-Americana no México em 2007.Em clubes conquistou uma prata  e um ouro no extinto Torneio Internacional Salonpas Cup nos anos de 2007 e 2008, respectivamente ; assim como o ouro no Campeonato Sul-Americano de Clubes em 2011 no Brasil e no mesmo ano  foi medalha de bronze no Campeonato Mundial de Clubes  no Qatar.
Representando  a equipe do  Sacramento/MG foi campeã paulista na categoria infanto-juvenil em 2003.No ano seguinte transferiu-se para o ACF/Campos . Disputou no Pará pela Seleção Mineira o Campeonato Brasileiro de Seleções na categoria infanto-juvenil. e conquistou o título e foi eleita a Melhor Jogadora da competição.
A primeira convocação para Seleção Brasileira foi na categoria infanto-juvenil, disputou e obteve a medalha de ouro no Campeonato Sul-Americano de 2004, sediado na cidade equatoriana de Guayaquil e foi eleita a Melhor Jogadora da edição.
Silvana defendeu em 2004 na categoria adulto o ACF/Campos no Campeonato Intermunicipal Carioca conquistando o título da edição e no Campeonato Estadual Carioca foi vice-campeã pelo mesmo clube. Permaneceu no clube na temporada 2004-05, tal clube utilizou o nome de Oi/Campos na oportunidade,  e disputou sua primeira Superliga Brasileira A encerrando com o bronze na edição.
Ela foi convocada para representar a Seleção Brasileira no Campeonato Mundial Infanto-Juvenil de 2005  realizado em Macau e conquistou seu primeiro título em mundiais, vestindo a camisa#9 contribuiu para a conquista da  medalha de ouro da edição, após anos o país não subia ao lugar mais alto do pódio e apareceu nas estatísticas como a vigésima maior pontuadora eleita a Melhor Atacante, também ocupou a oitava colocação entre as melhores bloqueadores e ainda esteve na décima terceira posição entre as melhores defenforas da competição.
Defendeu  na jornada esportiva 2005-06 Oi/Macaé  cujo técnico era Luizomar de Moura conquistando o inédito terceiro lugar para o clube na Superliga Brasileira A.
Contratada pelo Finasa/Osasco para temporada 2006-07. Foi convocada para representar a Seleção Mineira  novamente e  disputou o Campeonato Brasileiro de Seleções de 2006, desta vez na categoria juvenil  realizado em Santa Catarina.Retornando ao clube conquistou o título do Campeonato Paulista de 2006.
Ainda em 2006 serviu a Seleção Brasileira Juvenil  no Campeonato Sul-Americano em Caracas-Venezuela e conquistou a medalha de ouro na edição qualifcando  o país para o mundial da categoria na Tailândia.Reintegrando ao Finasa/Osasco para disputar a grande final da Superliga Brasileira A 2006-07 sagrando-se vice-campeã da edição.
Permaneceu no Finasa/Osasco para temporada 2007-08 e foi convocada para disputar o Campeonato Mundial juvenil de 2007 em Nakhon Ratchasima-Tailândia e contribuiu para o Brasil conquistar o hexacampeonato mundial na categoria, na ocasição a camisa#9 do Brasil destacou-se individualmente ocupando nona posição  entre as  maiores pontuadora da edição, também foi a sétima entre as melhores atacantes, a décima sétima melhor bloqueadora, sua melhor performance ocorreu no fundamento do saque, sendo a terceira melhor sacadora, figurou na décima segunda posição entre as melhores defensoras e  quinta melhor recepção da edição.
Em 2007 também foi convocada para Seleção Brasileira Novas e disputou a Copa Pan-Americana em Colima-México onde conquistou o vice-campeonato e registrando apenas três pontos na grande final.
Disputando as competições de 2007-08 pelo Finasa/Osasco, foi vice-campeã da Copa são Paulo de 2007, também reforço o clube no Torneio Internacinal Salonpas Cup, sediado em São Paulo e obteve o  vice-campeonato.No mesmo ano e por esse clube foi vice-campeã da edição da Copa Brasil , em contra partida conquistou o ouro nos Jogos Abertos do Interior , sediados em Praia Grande e do Campeonato Paulista de 2007 e mais uma vez vice-campeã da Superliga Brasileira A 2007-08.
Silvana tem contrato renovado com o Finasa/Osasco na temporada 2008-09 e em 2008 conquista o título da Copa São Paulo
 da Copa Brasil e também do seu primeiro título da Salonpas Cup .No mesmo ano  obteve o bicampeonato paulista de forma consecutiva e ainda foi ouro nos Jogos Abertos de Piracicaba e finalizando a jornada 2008-09 termina mais uma vez com vice-campeonato na Superliga Brasileira A e pela terceira vez consecutivamente.
Jogou duas temporadas pelo Usiminas/Minas na primeira disputou a Superliga Brasileira A 2009-10 disputando a fase das quartas de final desta competição e encerrou ma quinta posição.
Na última temporada pelo Usiminas/Minas conquistou o vice-campeã mineira de 2010, novamente disputou as quartas de final da Superliga Brasileira A 2010-11 e mais uma vez encerra na quinta colocação.
No período esportivo  2011-12 reforçou o Sollys/Osasco e representeando-o  disputou o Campeonato Sul-Americano de Clubes de 2011 sediado  em Osasco-Brasil conquistando a medalha de ouro e a  qualificação para o Campeonato Mundial de Clubes no mesmo ano e foi eleita a Melhor Recepção da edição e também competiu por este no Campeonato Mundial de Clubes de 2011, este sediado em Doha-Qatar vestindo a camisa#9 conquistou a medalha de bronze ocupando a trigésima sétima posição entre as maiores pontuadora, a  trigésima sexta entre as atletas com melhor defesa.
Ainda em 2011 foi vice-campeã paulista de pelo Sollys/Osasco e conquistou o título da Superliga Brasileira A 2011-12.Na jornada esportiva seguinte defendeu o Pinheiros  conquistando vice-campeonato da Copa São Paulo de 2012 e encerrou na sexta posição por esta equipe na Superliga Brasileira A 2012-13.
Outro clube  defendido por Silvana foi o São Cristóvão Saúde/São Caetano , competindo por este nas disputas do período 2013-14 encerrou na sétima posição da Superliga Brasileira A correspondente..

## Títulos e Resultados
- 2023 - Campeã Campeonato Paulista de Voleibol Feminino de 2023
- 2022-2023 -  (Osasco/São Cristovão Saúde) - 3º Lugar Superliga Brasileira de Voleibol Feminino - Série A
- 2022 -  (Osasco/São Cristovão Saúde) - Vice-campeã do Campeonato Paulista de Voleibol Feminino de 2022
- 2021-2022 -  (Osasco/São Cristovão Saúde) - 4º Lugar da Superliga Brasileira de Voleibol Feminino - Série A
- 2021- (Osasco/São Cristovão Saúde) -  Campeã do Campeonato Paulista de Voleibol Feminino de 2021
- 2020-2021 - (Brasília Volei) - 8º Lugar Superliga Brasileira de Voleibol Feminino - Série A
- 2019-2020 - (Brasília Volei) - 1º Colocado Superliga Brasileira de Voleibol Feminino de 2023 - Série B (não houve premiação devido ao Covid)
- 2018-2019 - (Embraed/Balneário Camboriú) - 12º Lugar da Superliga Brasileira de Voleibol Feminino - Série A
- 2017-2018 - (Positivo/Londrina) - Vice-Campeã da Superliga - Série B
- 2016-2017 - (Brasília Vôlei) - 5º Lugar da Superliga Brasileira de Voleibol Feminino - Série A
- 2015-2016 - (São Cistovão Saúde/São Caetano) - 9ºLugar da Superliga Brasileira de Voleibol Feminino - Série A
- 2014-2015 - (São Cistovão Saúde/São Caetano) - 7º Lugar da Superliga Brasileira de Voleibol Feminino - Série A
- 2013-2014 - (São Cistovão Saúde/São Caetano) - 7º Lugar da Superliga Brasileira A[53]
- 2012-2013 - (Pinheiros) - 6º Lugar da Superliga Brasileira A[52]
- 2012 - (Pinheiros) - Vice-campeã do Copa São Paulo [51]
- 2011 - (Macaé) - Vice-Campeã do Campeonato Carioca de Voleibol Feminino
- 2011-2012 - (Macaé) - 11º Lugar Superliga Brasileira de Voleibol Feminino - Série A
- 2011 - (Sollys Osasco) - 3º Lugar Campeonato Mundial de Clubes
- 2011 - (Sollys Osasco) - Vice-campeã do  Campeonato Paulista[49]
- 2010-2011 - (Usiminas/Minas) - 5º Lugar da Superliga Brasileira A[54]
- 2010 - (Usiminas/Minas) - Vice-campeã do Campeonato Mineiro[41]
- 2009-2010 - (Usiminas/Minas) - 5º Lugar da Superliga Brasileira A[40]
- 2008-2009 - (Finasa Osasco) - Vice-campeã da Superliga Brasileira A[2][37]
- 2008 - (Finasa Osasco) - Campeã do Jogos Abertos de Piracicaba[2][36]
- 2008 - (Finasa Osasco) - Campeã do Campeonato Paulista[2][35]
- 2008 - (Finasa Osasco) - Campeã da Copa Brasil[2][33]
- 2008 - (Finasa Osasco) - Campeã do Copa São Paulo[2][32]
- 2007-2008 - (Finasa Osasco) - Vice-campeã da Superliga Brasileira A [30]
- 2007- (Finasa Osasco) - Campeã do Campeonato Paulista[2][29]
- 2007- (Finasa Osasco) - Campeã do Jogos Abertos de Praia Grande[2][28]
- 2007- (Finasa Osasco) - Vice-campeã da Copa Brasil[2][27]
- 2007- (Finasa Osasco) - Vice-campeã do Copa São Paulo[2][24]
- 2006-2007 - (Finasa Osasco) - Vice-campeã da  Superliga Brasileira A<[14]
- 2006 - (Finasa Osasco) - Campeã do Campeonato Paulista[2].
- 2006 - (Seleção Mineira Infanto-Juvenil) - Campeã do Campeonato Brasileiro de Seleções (Infanto-juvenil)[2]
- 2005-2006 - (Oi/Macaé) - 3º Lugar da Superliga Brasileira A [11]
- 2005 - (Oi/Macaé) - Vice-campeã do Campeonato Carioca de Voleibol Feminino
- 2005 - (Oi/Macaé) - Campeã do Campeonato Carioca de Voleibol Feminino (infanto-juvenil)
- 2004-2005 - (Oi/Campos) - 3º Lugar da Superliga Brasileira A[1][2]
- 2004 - (Oi/Campos) - Vice-campeã do Campeonato Carioca [1]
- 2004 - (Oi/Campos) - Campeã do Campeonato Intermunicipal Carioca [1]
- 2004 - (Seleção Brasileira Infanto-Juvenil) - Campeã do Campeonato Sulamericano de Voleibol (infanto-juvenil)
- 2004 - (Seleção Mineira Infanto-Juvenil) - Campeã do Campeonato Brasileiro de Seleções (Infanto-juvenil)[1]
- 2003 - (Sacramento Volei) - Campeã do Campeonato Paulista (Infanto-juvenil) [1][2]

## Premiações Individuais
- Melhor Recepção do Campeonato Sul-Americano de Clubes de 2011 [44]
- Melhor Atacante  do Campeonato Mundial Infanto-Juvenil  de 2005[8]
- MVP (Most Valuable Player )  do Campeonato Sul-Americano Infanto-Juvenil  de 2004[1][2]
- MVP do Campeonato Brasileiro de Seleções Infanto-juvenil de 2004[1]

## Ligações Externas
- Profile Silvana (en)
- Profile Silvana Fernandes Papini (en)
- Profile Silvana Papini (en)